# Unicodeblock Nag Mundari
Der Unicodeblock Nag Mundari (engl.: Nag Mundari, U+1E4D0 bis U+1E4FF), der die Buchstaben zum Schreiben von Mundari Bani, der Schrift der Mundari-Sprache, enthält. Nag Mundari ist als Unicase-Alphabet (ohne Großbuchstaben) kodiert. Der Nag-Mundari-Block enthält 27 Buchstaben plus fünf diakritische Zeichen und zehn Ziffern.

## Tabelle
| Unicodenummer    | Zeichen (400 %) | Kategorie           | Offizielle Bezeichnung  | Beschreibung              |
| ---------------- | --------------- | ------------------- | ----------------------- | ------------------------- |
| U+1E4D0 (124112) | 𞓐               | Kleinbuchstabe      | NAG MUNDARI LETTER O    | Nag-Mundari-Buchstabe O   |
| U+1E4D1 (124113) | 𞓑               | Kleinbuchstabe      | NAG MUNDARI LETTER OP   | Nag-Mundari-Buchstabe OP  |
| U+1E4D2 (124114) | 𞓒               | Kleinbuchstabe      | NAG MUNDARI LETTER OL   | Nag-Mundari-Buchstabe OL  |
| U+1E4D3 (124115) | 𞓓               | Kleinbuchstabe      | NAG MUNDARI LETTER OY   | Nag-Mundari-Buchstabe OY  |
| U+1E4D4 (124116) | 𞓔               | Kleinbuchstabe      | NAG MUNDARI LETTER ONG  | Nag-Mundari-Buchstabe ONG |
| U+1E4D5 (124117) | 𞓕               | Kleinbuchstabe      | NAG MUNDARI LETTER A    | Nag-Mundari-Buchstabe A   |
| U+1E4D6 (124118) | 𞓖               | Kleinbuchstabe      | NAG MUNDARI LETTER AJ   | Nag-Mundari-Buchstabe AJ  |
| U+1E4D7 (124119) | 𞓗               | Kleinbuchstabe      | NAG MUNDARI LETTER AB   | Nag-Mundari-Buchstabe AB  |
| U+1E4D8 (124120) | 𞓘               | Kleinbuchstabe      | NAG MUNDARI LETTER ANY  | Nag-Mundari-Buchstabe ANY |
| U+1E4D9 (124121) | 𞓙               | Kleinbuchstabe      | NAG MUNDARI LETTER AH   | Nag-Mundari-Buchstabe AH  |
| U+1E4DA (124122) | 𞓚               | Kleinbuchstabe      | NAG MUNDARI LETTER I    | Nag-Mundari-Buchstabe I   |
| U+1E4DB (124123) | 𞓛               | Kleinbuchstabe      | NAG MUNDARI LETTER IS   | Nag-Mundari-Buchstabe IS  |
| U+1E4DC (124124) | 𞓜               | Kleinbuchstabe      | NAG MUNDARI LETTER IDD  | Nag-Mundari-Buchstabe IDD |
| U+1E4DD (124125) | 𞓝               | Kleinbuchstabe      | NAG MUNDARI LETTER IT   | Nag-Mundari-Buchstabe IT  |
| U+1E4DE (124126) | 𞓞               | Kleinbuchstabe      | NAG MUNDARI LETTER IH   | Nag-Mundari-Buchstabe IH  |
| U+1E4DF (124127) | 𞓟               | Kleinbuchstabe      | NAG MUNDARI LETTER U    | Nag-Mundari-Buchstabe U   |
| U+1E4E0 (124128) | 𞓠               | Kleinbuchstabe      | NAG MUNDARI LETTER UC   | Nag-Mundari-Buchstabe UC  |
| U+1E4E1 (124129) | 𞓡               | Kleinbuchstabe      | NAG MUNDARI LETTER UD   | Nag-Mundari-Buchstabe UD  |
| U+1E4E2 (124130) | 𞓢               | Kleinbuchstabe      | NAG MUNDARI LETTER UK   | Nag-Mundari-Buchstabe UK  |
| U+1E4E3 (124131) | 𞓣               | Kleinbuchstabe      | NAG MUNDARI LETTER UR   | Nag-Mundari-Buchstabe UR  |
| U+1E4E4 (124132) | 𞓤               | Kleinbuchstabe      | NAG MUNDARI LETTER E    | Nag-Mundari-Buchstabe E   |
| U+1E4E5 (124133) | 𞓥               | Kleinbuchstabe      | NAG MUNDARI LETTER ENN  | Nag-Mundari-Buchstabe ENN |
| U+1E4E6 (124134) | 𞓦               | Kleinbuchstabe      | NAG MUNDARI LETTER EG   | Nag-Mundari-Buchstabe EG  |
| U+1E4E7 (124135) | 𞓧               | Kleinbuchstabe      | NAG MUNDARI LETTER EM   | Nag-Mundari-Buchstabe EM  |
| U+1E4E8 (124136) | 𞓨               | Kleinbuchstabe      | NAG MUNDARI LETTER EN   | Nag-Mundari-Buchstabe EN  |
| U+1E4E9 (124137) | 𞓩               | Kleinbuchstabe      | NAG MUNDARI LETTER ETT  | Nag-Mundari-Buchstabe ETT |
| U+1E4EA (124138) | 𞓪               | Kleinbuchstabe      | NAG MUNDARI LETTER ELL  | Nag-Mundari-Buchstabe ELL |
| U+1E4EB (124139) | 𞓫               | anderes Symbol      | NAG MUNDARI SIGN OJOD   | Nag-Mundari-Zeichen OJOD  |
| U+1E4EC (124140) | 𞓬                | anderes Symbol      | NAG MUNDARI SIGN MUHOR  | Nag-Mundari-Zeichen MUHOR |
| U+1E4ED (124141) | 𞓭                | anderes Symbol      | NAG MUNDARI SIGN TOYOR  | Nag-Mundari-Zeichen TOYOR |
| U+1E4EE (124142) | 𞓮                | anderes Symbol      | NAG MUNDARI SIGN IKIR   | Nag-Mundari-Zeichen IKIR  |
| U+1E4EF (124143) | 𞓯                | anderes Symbol      | NAG MUNDARI SIGN SUTUH  | Nag-Mundari-Zeichen SUTUH |
| U+1E4F0 (124144) | 𞓰               | anderes Zahlzeichen | NAG MUNDARI DIGIT ZERO  | Nag-Mundari-Ziffer Null   |
| U+1E4F1 (124145) | 𞓱               | anderes Zahlzeichen | NAG MUNDARI DIGIT ONE   | Nag-Mundari-Ziffer Eins   |
| U+1E4F2 (124146) | 𞓲               | anderes Zahlzeichen | NAG MUNDARI DIGIT TWO   | Nag-Mundari-Ziffer Zwei   |
| U+1E4F3 (124147) | 𞓳               | anderes Zahlzeichen | NAG MUNDARI DIGIT THREE | Nag-Mundari-Ziffer Drei   |
| U+1E4F4 (124148) | 𞓴               | anderes Zahlzeichen | NAG MUNDARI DIGIT FOUR  | Nag-Mundari-Ziffer Vier   |
| U+1E4F5 (124149) | 𞓵               | anderes Zahlzeichen | NAG MUNDARI DIGIT FIVE  | Nag-Mundari-Ziffer Fünf   |
| U+1E4F6 (124150) | 𞓶               | anderes Zahlzeichen | NAG MUNDARI DIGIT SIX   | Nag-Mundari-Ziffer Sechs  |
| U+1E4F7 (124151) | 𞓷               | anderes Zahlzeichen | NAG MUNDARI DIGIT SEVEN | Nag-Mundari-Ziffer Sieben |
| U+1E4F8 (124152) | 𞓸               | anderes Zahlzeichen | NAG MUNDARI DIGIT EIGHT | Nag-Mundari-Ziffer Acht   |
| U+1E4F9 (124153) | 𞓹               | anderes Zahlzeichen | NAG MUNDARI DIGIT NINE  | Nag-Mundari-Ziffer Neun   |